# Ayudas al estacionamiento

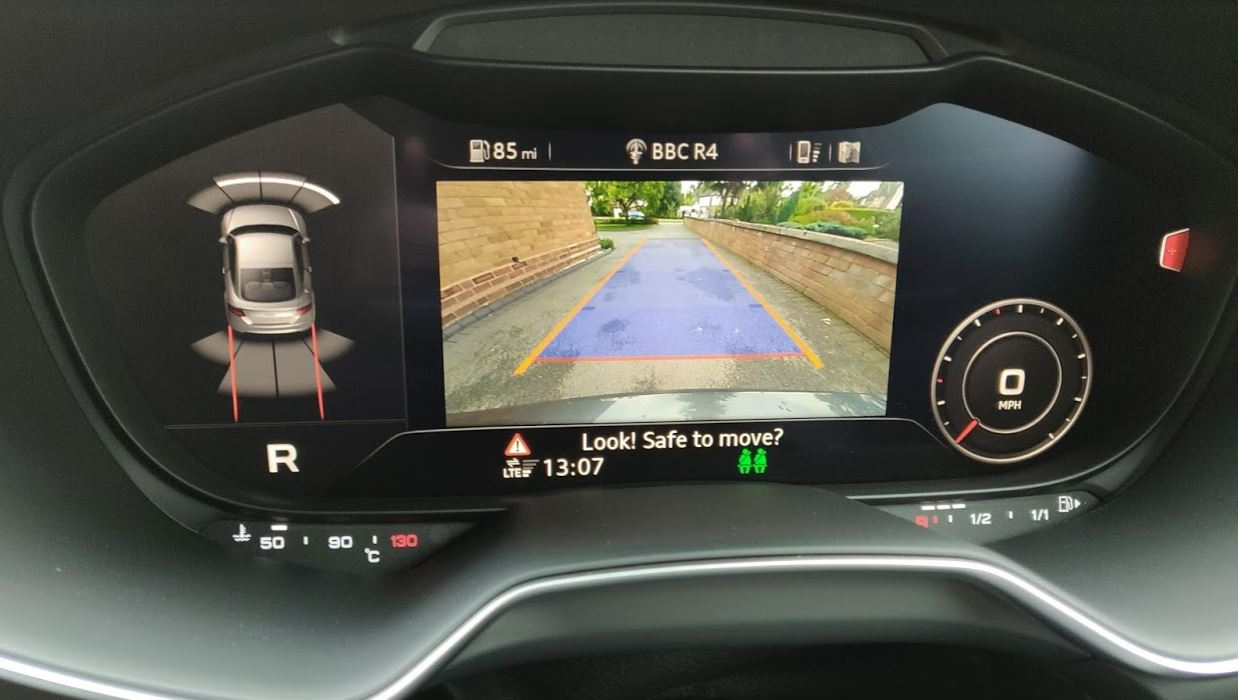
Monitor con la imagen de una cámara de marcha atrás de un automóvil, con líneas de referencia superpuestas sobre la imagen real

Las ayudas al estacionamiento son dispositivos o sistemas que están destinados a facilitar el aparcamiento de un vehículo motorizado, especialmente en espacios reducidos. Los actuales sistemas de localización de obstáculos (utilizando ondas ultrasónicas o electromagnéticas o mediante videocámaras), tienen su primer lejano antecedente a finales de la década de 1930, cuando se idearon los primeros palpadores de aceras, simples antenas metálicas que avisaban de la presencia de un obstáculo al rozar con él.

## Sistemas pasivos

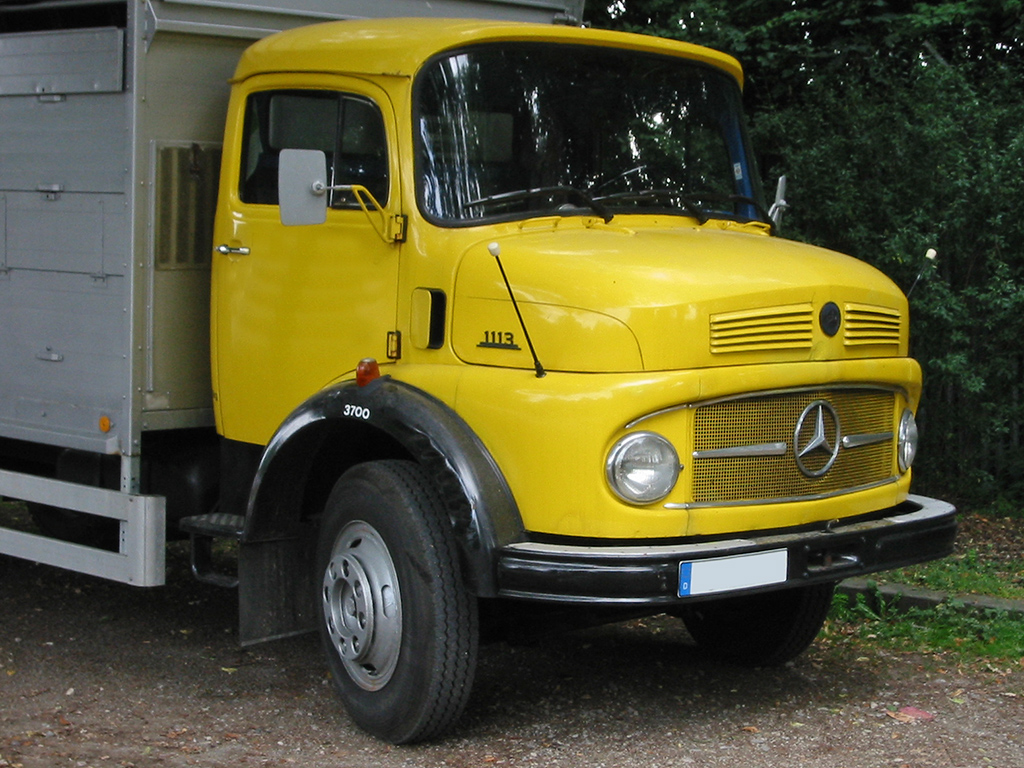
Varilla de referencia junto a la tapa del motor en un camión Mercedes

Los sistemas pasivos incluyen puntos de orientación en el vehículo o en el estacionamiento, que facilitan la orientación, especialmente reconociendo la posición del vehículo. En los camiones antiguos, por ejemplo, se usaban varillas flexibles de referencia que solían estar unidas a los extremos del parachoques delantero o a los guardabarros delanteros, cuyas puntas el conductor podía usar como orientación, dado que no podía ver los extremos del vehículo directamente desde la cabina.
En el Mercedes-Benz Baureihe 140 de 1991, debido a las dimensiones inusualmente grandes del vehículo para un automóvil de pasajeros, se incorporaron varillas de referencia telescópicas en las esquinas superiores del maletero, que se extendían unos ocho centímetros cuando se insertaba la marcha atrás.
En la década de 1960, los vehículos de lujo de gran formato (especialmente Cadillac y Mercedes-Benz) tenían las famosas aletas traseras integradas en el diseño, que también servían como puntos de referencia en la parte trasera del vehículo.
A partir de la década de 1950, se instalaron en algunos automóviles los llamados palpadores de bordillos ("curb feeler" en inglés), unas sencillas varillas metálicas flexibles que sobresalían de 15 a 30 centímetros horizontalmente desde el paso de rueda delantero, o unos 35 centímetros hacia abajo. Cuando tocaban la acera, el ruido producido al rozar con el bordillo advertía al conductor de que no debía acercarse más. Un tiempo antes, a finales de la década de 1930, ya se habían ideado versiones electromecánicas, en las que la varilla al deformarse cerraba un circuito que accionaba una señal acústica.

## Sistemas activos

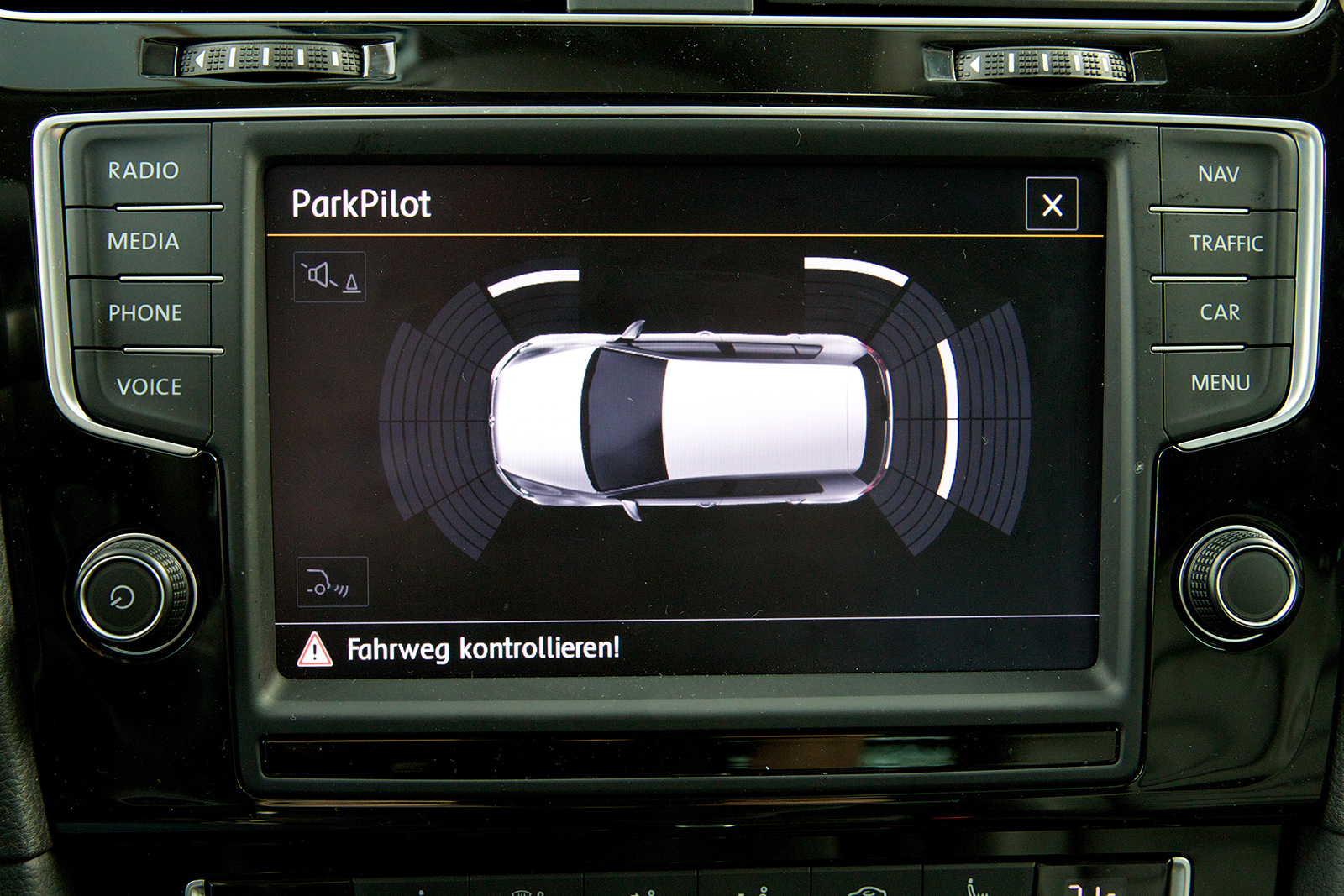
Ayuda de estacionamiento con representación gráfica

Actualmente existen dos métodos de medición que se utilizan en vehículos. Independientemente del método de medición, al conductor se le indica la distancia a un obstáculo, ya sea solo acústicamente u óptica y acústicamente, según el fabricante y el alcance. La versión puramente acústica señala la distancia mediante tonos de advertencia que pasan de más rápidos a continuos. Los sistemas óptico-acústicos primero indican ópticamente la aproximación a un obstáculo a través de pantallas LED o un gráfico en la pantalla y, si la distancia es muy corta (aprox. 30 cm o menos), también advierten acústicamente con tonos de advertencia rápidos hasta un tono de advertencia continuo del "peligro". Además, existen sistemas que realizan de forma automatizada todas las maniobras de dirección necesarias para aparcar.
Cabe señalar aquí que el concepto de estacionamiento se conoce como un "sistema cerrado" activo (véase también "principio EVA"). Los sensores usados en el open-loop controller y en la medición, especialmente en el caso de los ultrasonidos, son "sensores pasivos", siendo sus parámetros modificados por la variable medida. Estos parámetros se convierten en señales eléctricas mediante la electrónica primaria. Se requiere una energía auxiliar suministrada externamente, y con ellos es posible determinar magnitudes de medida estáticas y cuasiestáticas, con las que estas magnitudes de medida se pueden convertir en valores de distancia mediante programación.
Los sensores pasivos no son en sí mismos un generador de voltaje y requieren una fuente de energía eléctrica auxiliar. Con estos sensores, se puede detectar un cambio constante en la variable medida, porque en el estado estático y cuasiestático, la energía se puede emitir y detectar al mismo tiempo en cualquier momento (véase también sensor).
El preparador de automóviles alemán Rainer Buchmann es considerado el desarrollador de la ayuda electrónica de estacionamiento en la década de 1970. Para la medición de la distancia utilizó sensores de autofoco procedentes de cámaras Polaroid.

### Sistemas basados en ultrasonidos

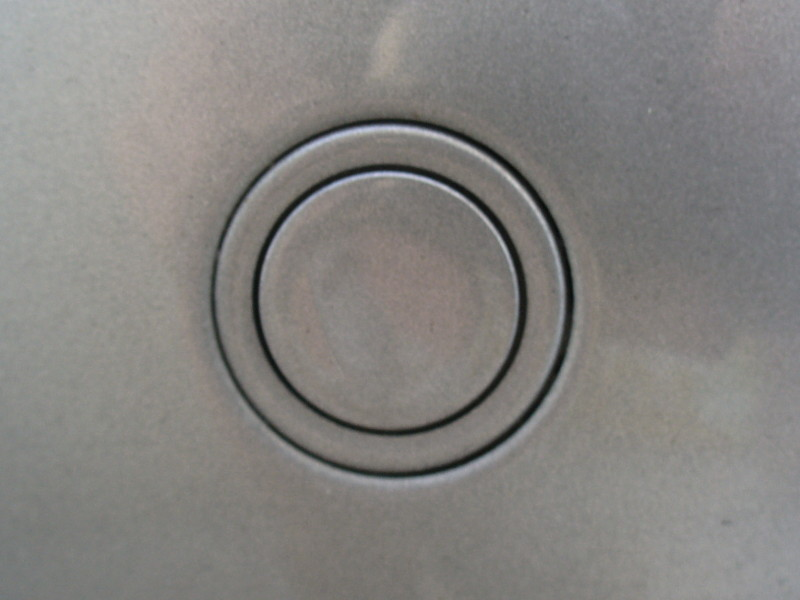
Sensor ultrasónico de un sistema de cuatro canales

Estos sistemas funcionan con emisores-receptores de ultrasonidos, integrados en los parachoques de un vehículo. Se hace una distinción entre sistemas de dos, cuatro y seis canales, lo que significa que se instalan dos, cuatro o seis sensores de forma circular (generalmente pintados en el color del vehículo), por cada parachoques. Cuanto mayor sea el número de sensores, más preciso o más fiable será el resultado de la medición, siendo el ancho del vehículo determinante para el número de sensores necesarios. Estos sensores envían y reciben señales ultrasónicas y transmiten los datos obtenidos a la unidad de control, que luego calcula la distancia desde el sensor al obstáculo a partir del tiempo entre la emisión y la recepción de la señal ultrasónica.
La primera ayuda ultrasónica para estacionar llegó al mercado en 1982 en el sedán Toyota Corona de gama media en el mercado nacional de Japón, con el nombre de Back Sonar. Muchos fabricantes de automóviles tienen sus propios nombres para sus sistemas de estacionamiento, como APS (sistema de estacionamiento acústico) en Audi, PDC (Park Distance Control) en BMW, PARKTRONIC en Mercedes-Benz o ParkPilot en Volkswagen. El sistema también se utiliza para medir la distancia al vehículo que circula delante hasta una velocidad de 20 km/h y, por lo tanto, sirve para evitar colisiones por alcance. Las ayudas ultrasónicas para estacionarse pueden verse perturbadas por otras fuentes ultrasónicas como los frenos de aire de los camiones y autobuses o los martillos neumáticos. Las ayudas de estacionamiento ultrasónicas también están disponibles como accesorios.

### Sistemas basados en radar
La ayuda de estacionamiento basada en el radar fue posible por primera vez gracias a un radar de ondas milimétricas de corto alcance. El método de medición es idéntico al de la versión ultrasónica; sin embargo, aquí se evalúan señales de radar. La ventaja es que no hay necesidad de sensores ultrasónicos adicionales en los parachoques, lo que a su vez tiene las siguientes ventajas:
- Se ahorran costes, componentes técnicos y peso, ya que todos los componentes necesarios están integrados en el sistema de control de distancia (ACC)
- No se necesitan sensores visibles (más vulnerables a los impactos), ya que el radar de ondas milimétricas mide a través del parachoques
- Se emite una advertencia más rápidamente y a su debido tiempo de los obstáculos más alejados al dar marcha atrás
- El sistema de medición por radar es insensible a fuentes ultrasónicas

Por el contrario, tienen el inconveniente de que con lluvia muy fuerte, los sensores de radar ocasionalmente detectan el agua que escurre por el parachoques, generando falsas señales de alarma.

### Sistemas de aparcamiento automático
Además de mostrar la distancia, existen los llamados asistentes de aparcamiento automático, que se encargan por completo de las maniobras de dirección necesarias al estacionar. Están basados en un preciso sistema de medición de distancias a obstáculos como el descrito anteriormente, y además requieren una girección asistida electromecánica accionada por un motor eléctrico, así como un sistema de sensores de medición alineados transversalmente con respecto al sentido de la marcha. Algunos sistemas también requieren una cámara de marcha atrás para que el conductor pueda seleccionar el espacio de estacionamiento en la imagen de la cámara que se muestra en la pantalla antes de la maniobra de estacionamiento.

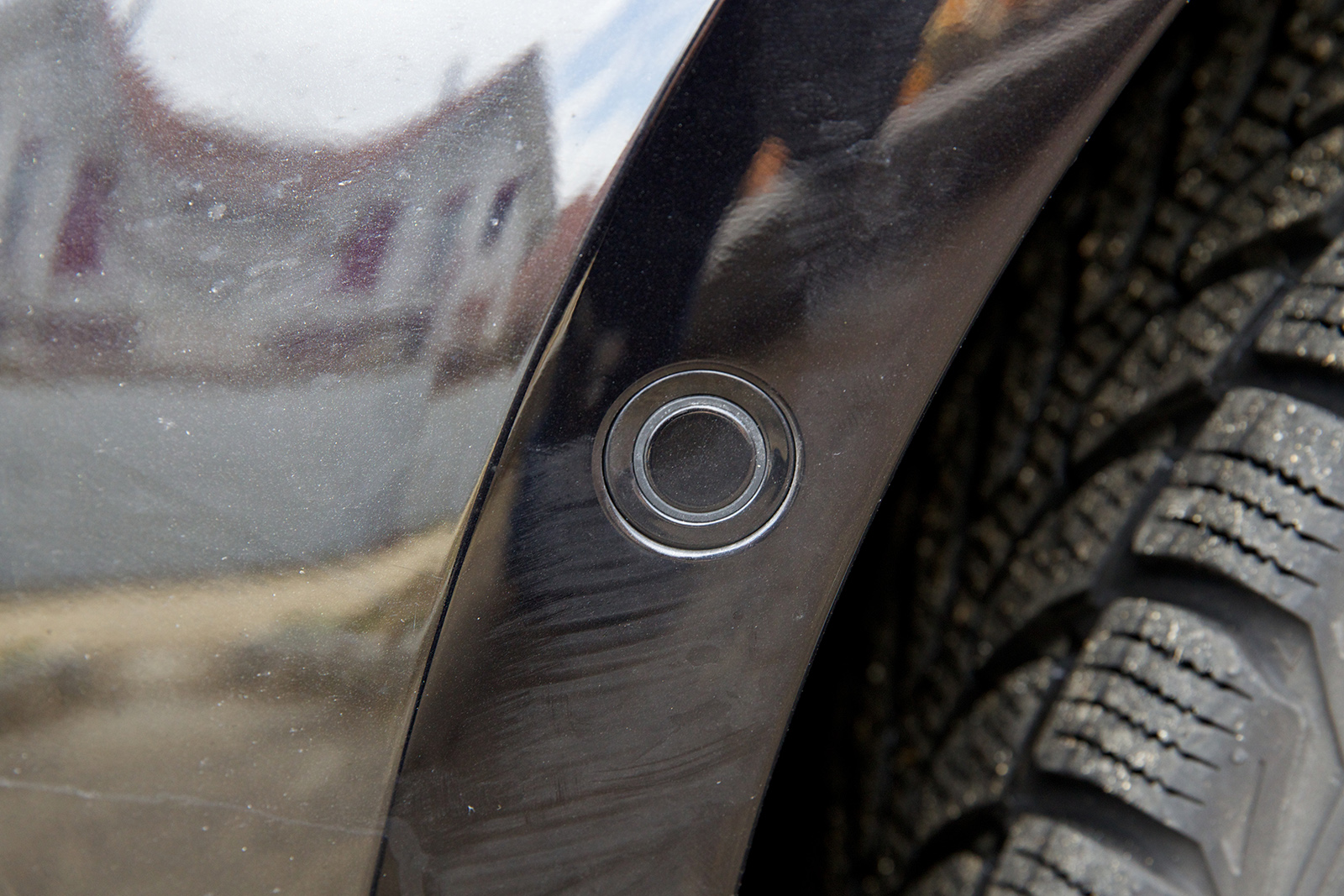
Sensor de estacionamiento lateral en un guardabarros para medir el espacio de estacionamiento

Después de activar el sistema presionando un botón tras descender por debajo de una cierta velocidad, los sensores miden el espacio de estacionamiento en ángulo recto con respecto a la dirección de desplazamiento mientras se conduce. Si es lo suficientemente grande, se le indica al conductor. El conductor ahora tiene que detenerse a cierta distancia del espacio de estacionamiento, poner la marcha atrás y acelerar con cuidado, teniendo en cuenta la situación del tráfico. El asistente de dirección se encarga completamente de entrar y salir del espacio de estacionamiento. Una vez alcanzada la distancia mínima a la parte trasera, el conductor debe detener el vehículo, poner la marcha de avance y, según el sistema instalado, mover el automóvil hacia adelante él mismo o simplemente continuar accionando el acelerador y el freno. Los sistemas modernos son capaces de corregir la posición en la plaza de aparcamiento varias veces. Las maniobras de dirección necesarias se calculan con la ayuda de trayectorias modelizadas con clotoides (curvas en las que la curvatura varía proporcionalmente a la distancia recorrida). Dado que el conductor sigue pisando los pedales del freno y del acelerador, sigue siendo responsable de la maniobra.

### Sistemas basados en cámaras

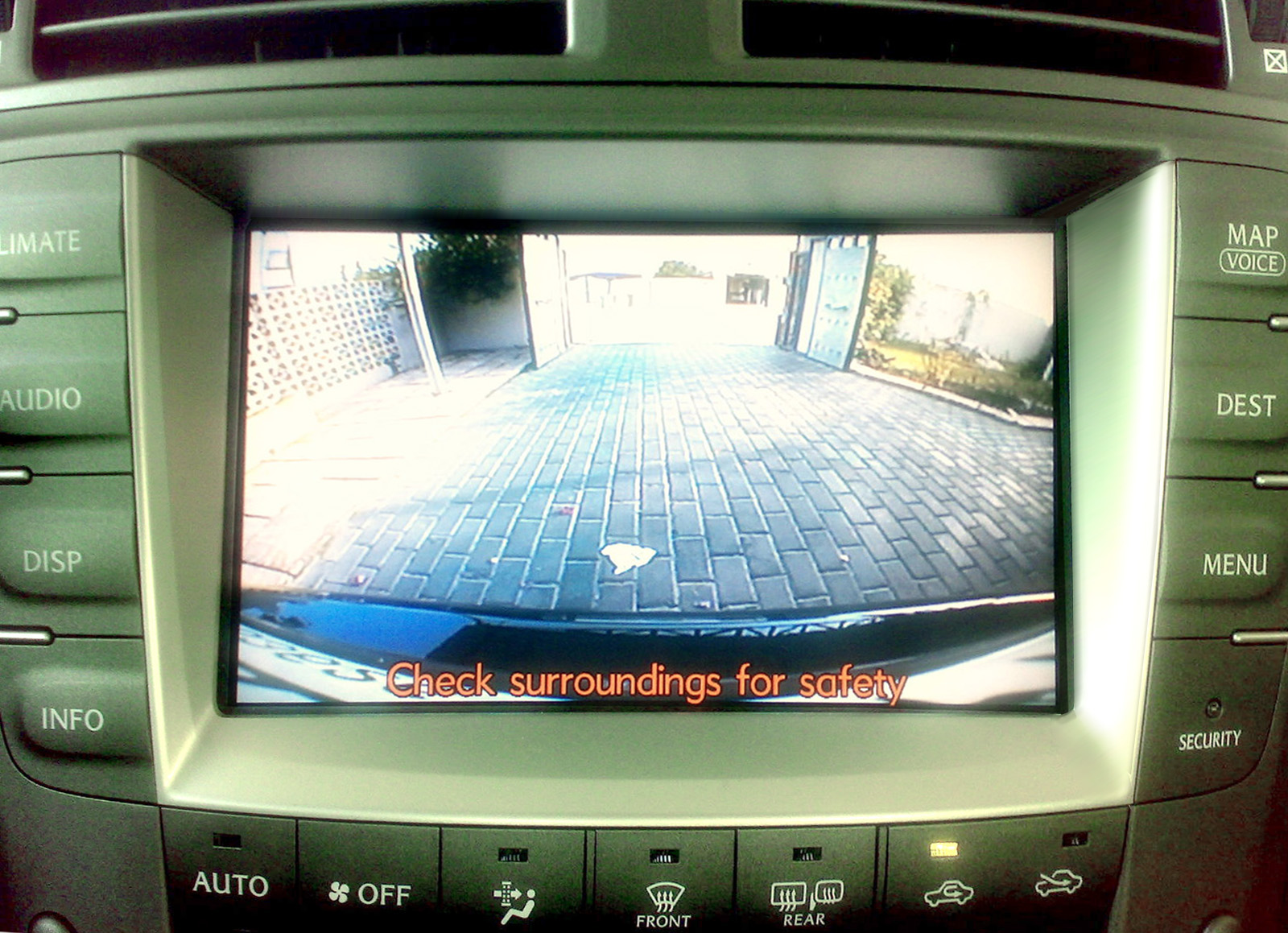
Imagen de una cámara de visión trasera

Otra forma de facilitar el estacionamiento es utilizar una cámara de marcha atrá, ubicada en la parte trasera del vehículo para mostrar el área situada detrás del automóvil. Se encienden cuando se pone la marcha atrás y muestran su imagen en una pantalla en la consola. No trabajan necesariamente junto con un sistema de medición de distancia. Las líneas auxiliares de diferentes colores en la pantalla muestran el camino dado por el volante o el área directamente detrás del automóvil. Otras funciones adicionales pueden ser un modo de ampliación de imagen en el área de acoplamiento del remolque o un modo de estacionamiento en paralelo. Una ventaja de estas cámaras es que se pueden percibir obstáculos particularmente bajos que los sensores de estacionamiento no detectarían.
Como extensión de este dispositivo, existen los llamados sistemas de vista envolvente que generan una imagen a vista de pájaro del vehículo, es decir, desde arriba. Además de una cámara de marcha atrás, disponen de otras cámaras en formato gran angular en la parte delantera y debajo de los dos retrovisores exteriores. Todas las imágenes se rectifican digitalmente y se muestran en un monitor en la cabina. Este sistema llamado "Around View Monitor" salió al mercado por primera vez a finales de octubre de 2007 en el Nissan Elgrand lanzado en Japón. Estos sistemas también los ofrecen BMW (Vista envolvente) y Volkswagen (Vista de área), entre otros fabricantes. Lexus también ha desarrollado un sistema más simple con una cámara en el retrovisor exterior derecho que filma el lado derecho del vehículo, que es difícil de ver para el conductor. También funciona cuando el espejo está abatido y sobre todo ayuda a evitar el contacto con el bordillo. Como subfunción de la vista envolvente de BMW, se utilizan dos cámaras de vista lateral en los guardabarros delanteros, que sirven principalmente para observar el tráfico situado en los puntos ciegos.